# Josefstädter Straße
Die Josefstädter Straße im 8. Wiener Gemeindebezirk Josefstadt verbindet die Zweierlinie mit dem Gürtel.

## Geschichte

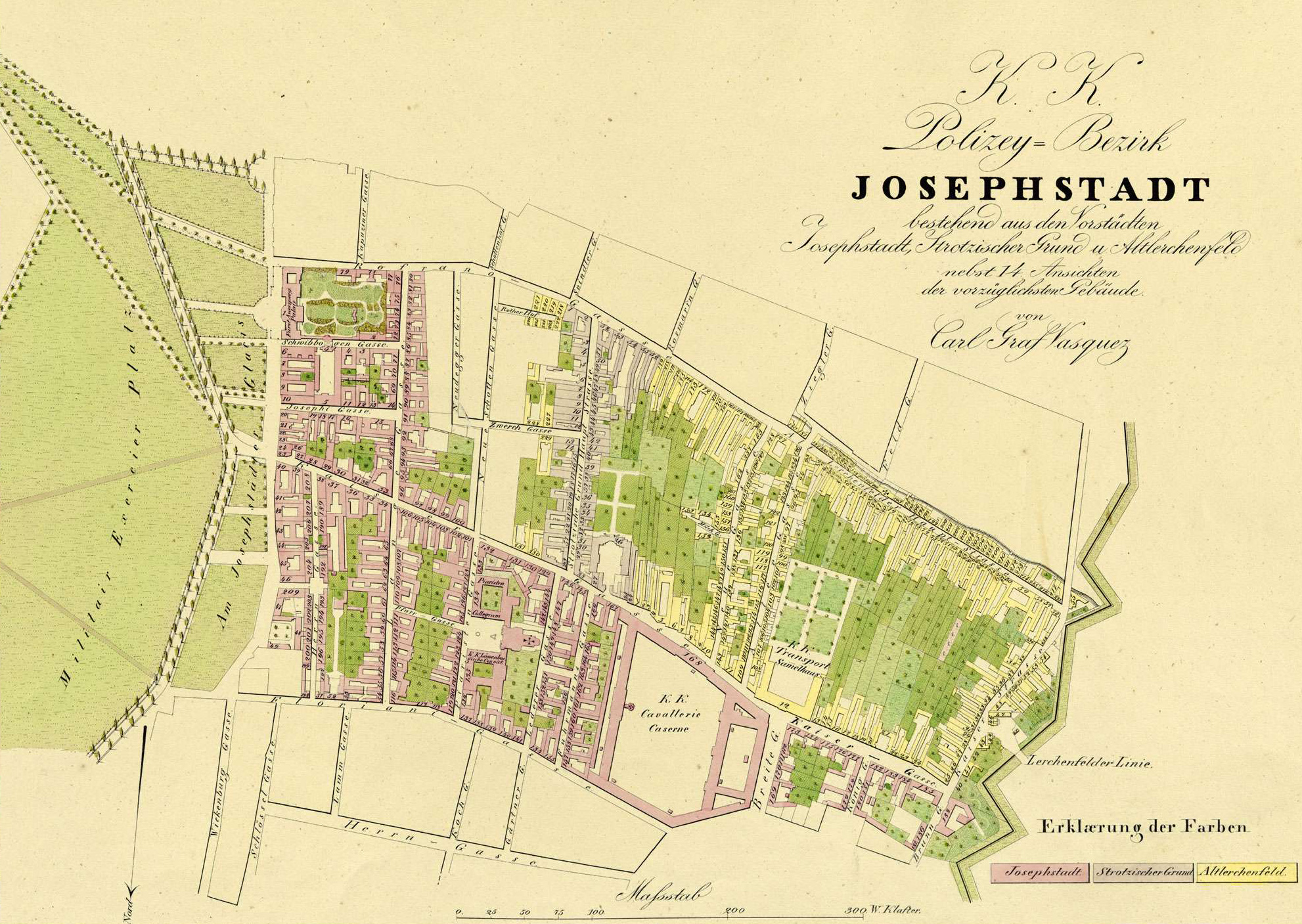
Plan des Polizey-Bezirks Josephstadt, ca. 1830, mit Verlauf der Josefstädter Straße

Bis gegen Ende des 17. Jahrhunderts war die heutige Josefstädter Straße ein Fahrweg über weitgehend unverbautes Gebiet. Erst nach 1683 begann eine zunächst vereinzelte Verbauung. Von 1690 bis 1778 wurde sie als Burggasse beziehungsweise Burgtorstraße, außerhalb der Piaristengasse Obere Burgtorgasse bezeichnet, von 1778 bis 1862 Kaisergasse. Sie bildete die Grenze zwischen den Vorstädten Josefstadt, Sankt Ulrich, Strozzigrund und Altlerchenfeld, bis diese 1850 nach Wien eingemeindet wurden. Schließlich erhielt sie den Namen Josefstädter Straße nach der gleichnamigen Vorstadt.
Bis 1892 endete die Josefstädter Straße an der Blindengasse; der Durchbruch zum Lerchenfelder Gürtel konnte erst nach Abriss des Linienwalls und des Blindeninstituts in der Blindengasse erfolgen.
1788 wurde auf dem Grundstück Nr. 26 das Theater in der Josefstadt errichtet (der heutige Bau stammt aus dem Jahr 1822).
Von 1772 bis 1903 befand sich in der Josefstädter Straße 46–64 die Josefstädter Kaserne (k.k. Kavalleriekaserne). Sie wurde nach ihrer Auflassung im Zuge der Kasernentransaktion von 1903 bis 1910 abgerissen.
Am 11. Dezember 1887 wurde eine Pferdebahnlinie durch die Josefstädter Straße eröffnet, die zunächst an der Blindengasse endete und im Juni 1898 bis zum Gürtel verlängert wurde. Schon am 28. Jänner 1897 wurde im Abschnitt zwischen Albertgasse und Blindengasse elektrischer Betrieb begonnen, am 25. September 1901 auch auf der Strecke in den anderen Teilen der Straße.

## Beschreibung
Die Josefstädter Straße beginnt am Straßenzug Auerspergstraße/Landesgerichtsstraße als Verlängerung der Stadiongasse; sie verläuft leicht geschwungen und bis zur Piaristengasse leicht ansteigend in annähernd westnordwestlicher Richtung.
Die Straße ist geschlossen verbaut; der Großteil der Gebäude stammt aus der Zeit des Wiener Historismus mit vereinzelten Gebäuden aus früheren Perioden. Gleich am Beginn befindet sich rechts das Café Eiles (Nr. 2). Einen Häuserblock weiter befand sich auf Nummer 10–12 die Direktion der städtischen Gaswerke (heute ein Hotel, aber immer noch kenntlich an zwei montierten Gaslaternen). An der Ecke Lange Gasse liegt links ein Ensemble aus drei Häusern aus der Barockzeit bzw. dem Biedermeier (Nr. 15, 17 und 19). Am Ende desselben Häuserblocks steht rechts das Theater in der Josefstadt (Nr. 24–26). Linker Hand folgt auf Nr. 39 der historistische Straßentrakt, hinter dem sich das barocke Palais Strozzi verbirgt. An der Ecke Albertgasse bzw. Josef-Matthias-Hauer-Platz ist das Café Hummel etabliert. Schließlich endet die Straße mit den Hausnummern 82 bzw. 105 am Lerchenfelder Gürtel.
Die Josefstädter Straße ist eine Geschäftsstraße mit einer Vielzahl vor allem kleiner Geschäfte aus verschiedenen Branchen sowie gastronomischer Betriebe.
An Grünanlagen ist die Josefstädter Straße arm. Lediglich am Anfang befindet sich eine kleine gärtnerisch gestaltete Fläche in der Auerspergstraße. Eine weitere Grünfläche befindet sich am Josef-Matthias-Hauer-Platz.

## Verkehr
Die Josefstädter Straße ist eine lokale Verbindung vom Stadtzentrum in den 8. Bezirk und zum Gürtel. Sie hat dort keine direkte Verlängerung; die Neulerchenfelder Straße beginnt jenseits des Gürtels etwa 50 Meter nach Süden versetzt. Die Straßenbahn wird deshalb unter dem Viadukt der U-Bahn-Linie U6 in diese Richtung verschwenkt, während der Individualverkehr ähnlich einem Kreisverkehr geführt wird.
Die Straße ist als Hauptstraße A klassifiziert. Sie ist in beiden Richtungen befahrbar.
Die Straße ist nicht breit genug, um Einrichtungen für einzelne Gruppen von Benützern einzurichten, sodass sich Kraftfahrzeuge, Radfahrer und Straßenbahn den Fahrraum teilen müssen.
Die Straßenbahn erschließt die Josefstädter Straße über die ganze Länge. Seit Einführung des Systems von Liniensignalen im Jahr 1907 war dies über hundert Jahre lang die Linie J; seit Oktober 2008 trägt sie das Liniensignal 2. Außerdem befahren zwischen Albertgasse und Blindengasse die Linie 5 und von Albertgasse bis Gürtel die Linie 33 (bis Mai 1996: 31/5) die Josefstädter Straße. Gequert wird die Josefstädter Straße durch die Autobuslinie 13A (Richtung Alser Straße: Piaristengasse; Richtung Hauptbahnhof: Lederergasse–Strozzigasse).
Zugang zur U-Bahn besteht in der Landesgerichtsstraße (U-Bahn-Station Rathaus, Linie U2) und am Gürtel (U-Bahn-Station Josefstädter Straße, Linie U6).

## Bemerkenswerte Adressen
(Denkmalgeschützte Objekte sind durch Fettdruck hervorgehoben.)
- Nr. 2 Café Eiles, gelegen in einem Wohnhaus aus dem späten Biedermeier, von 1846 bis 1850 Wohnhaus von Friedrich Hebbel
- Nr. 11 Zur grünen Schlange, Zur schönen Schäferin – spätbiedermeierliches Wohnhaus
- Nr. 15 Gasthaus Zur goldenen Schale – Bürgerhaus aus der Zeit um 1700, in der zweiten Hälfte des 18. Jahrhunderts verändert (Identanschrift: Lange Gasse 33)
- Nr. 17 Zu den vier Schimmeln – Wohn- und Geschäftshaus mit frühhistoristischer Fassade; 1874 Wohnhaus von Gottfried Keller, Geburtshaus von Karl von Frisch
- Nr. 19 Zum Blumenstock – Miethaus aus dem Jahr 1789, umgestaltet 1836
- Nr. 21 ehemaliges Atelier von Gustav Klimt
- Nr. 24–26 Theater in der Josefstadt
- Nr. 32 Klassizistisches Wohnhaus (1788–1790)
- Nr. 37 Biedermeier-Wohnhaus (1772)
- Nr. 39 Palais Strozzi
- Nr. 43–45 Kurt Gödels Wohnung während seiner Entdeckung des Unvollständigkeitssatzes
- Nr. 66 Café Hummel; der Vorgängerbau des 1895 errichteten Miethauses war Wohn- und Sterbehaus des Komponisten Philipp Fahrbach der Ältere
- Nr. 76 Wohnhaus mit Fassadenschmuck im Stil der Wiener Werkstätte
- Nr. 80 Zentrale der Versicherungsanstalt öffentlich Bediensteter, Eisenbahnen und Bergbau
- Nr. 93–97 Wohnhaus aus 1963 mit drei denkmalgeschützten Betonreliefs an der Fassade

## Bildergalerie

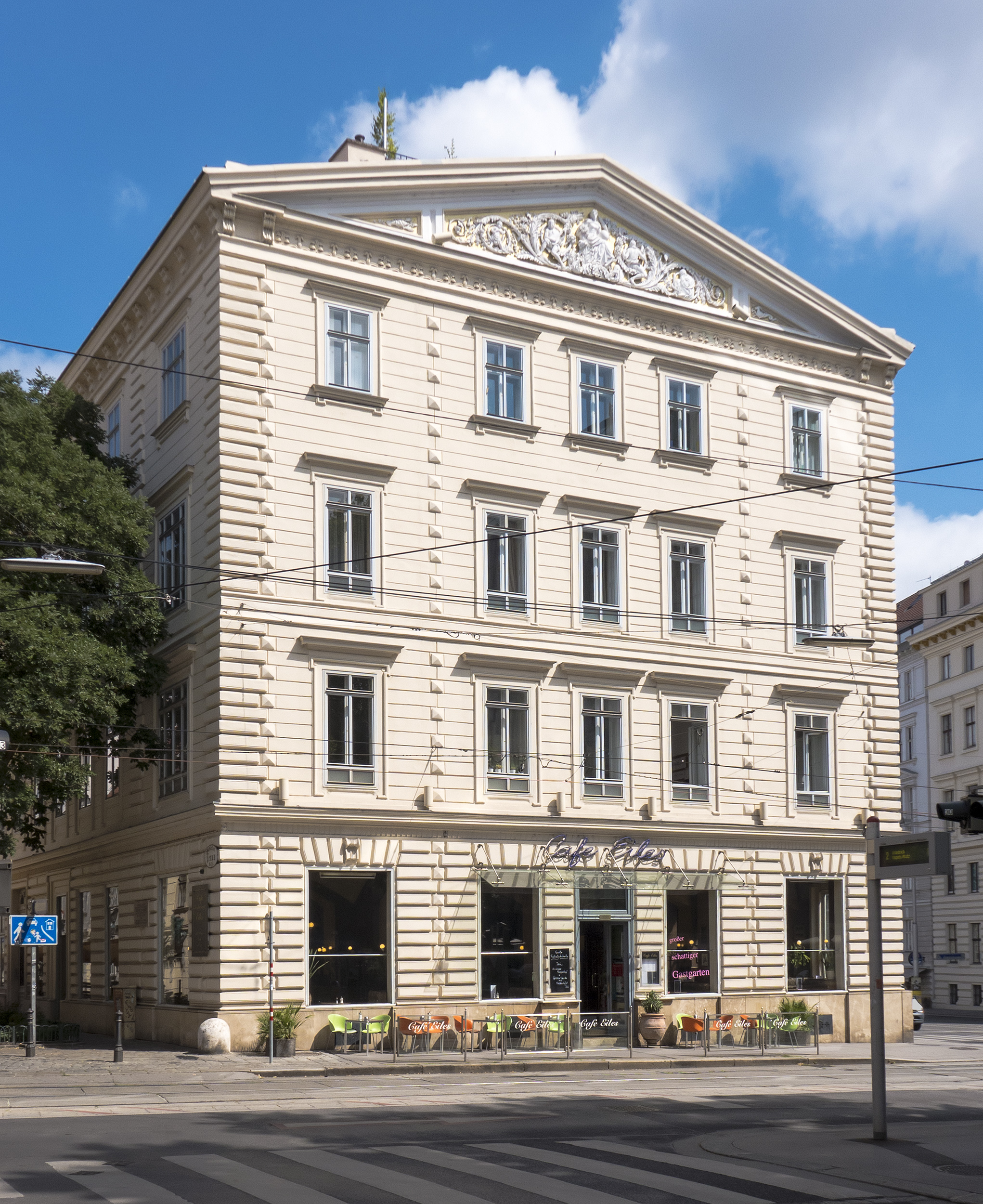
Nr. 2, Café Eiles
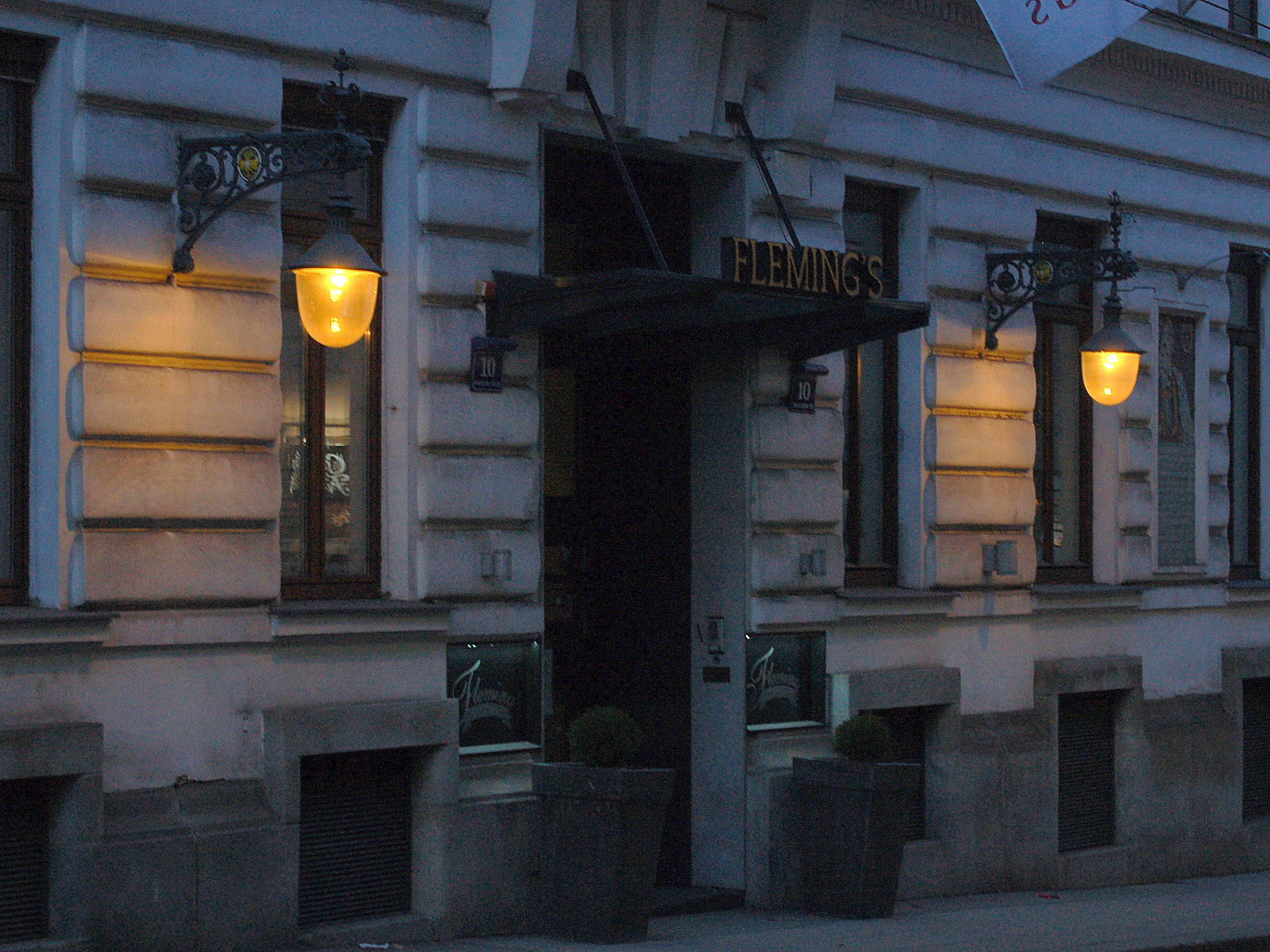
Nr. 10 – Gaslaternen an der ehemaligen Direktion der Wiener Gaswerke
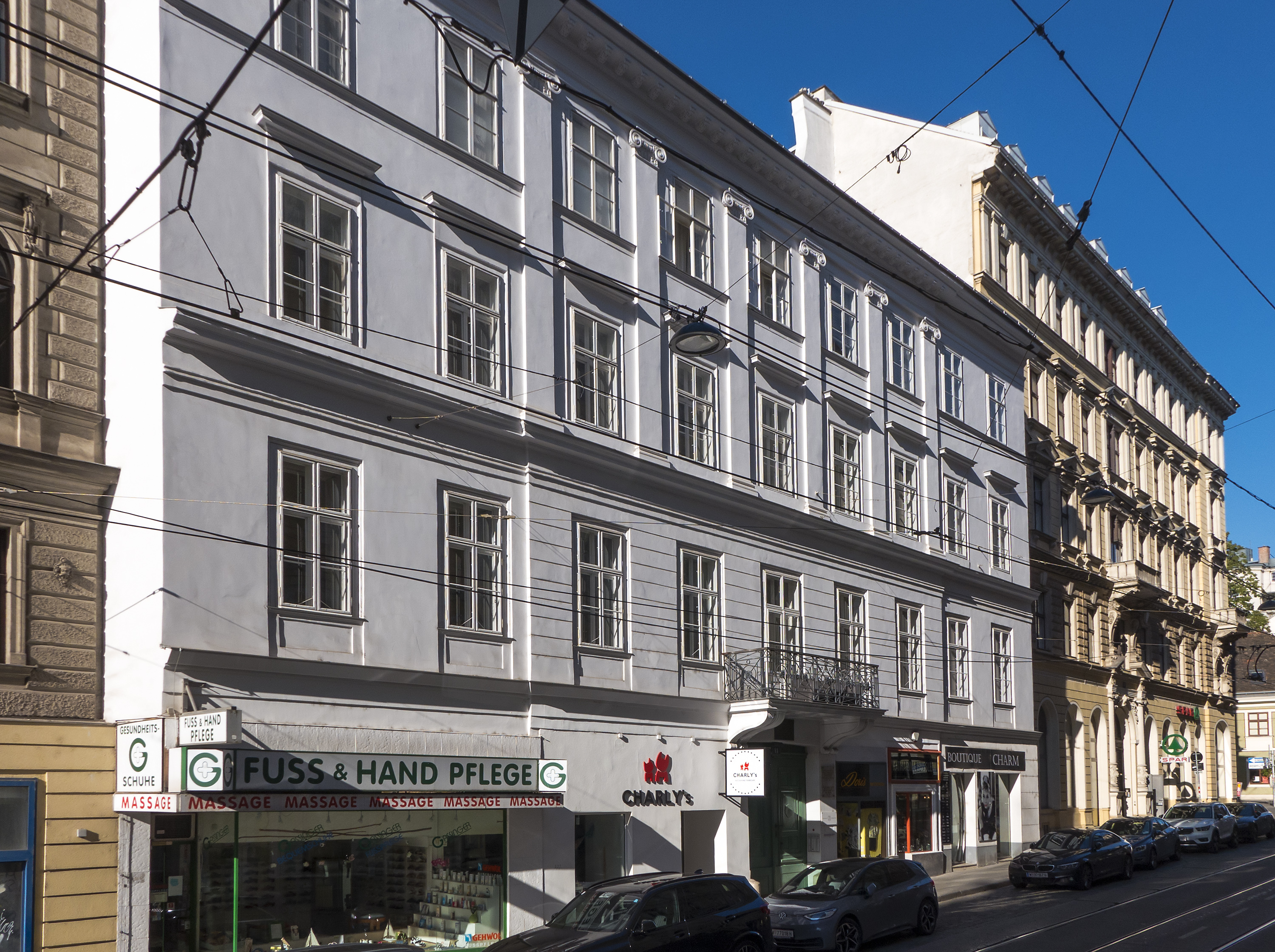
Nr. 11
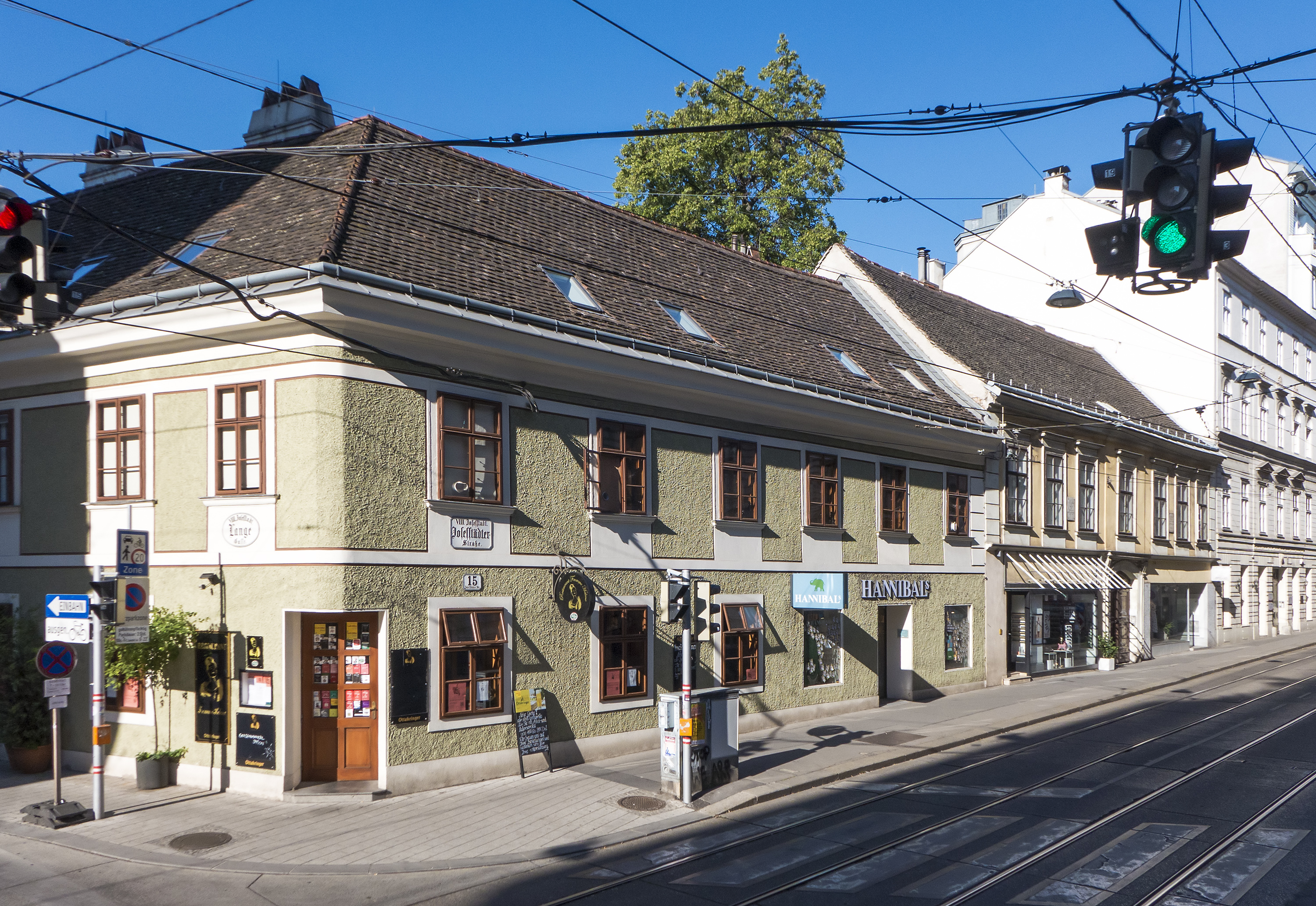
Nr. 15 (ident: Lange Gasse 33)
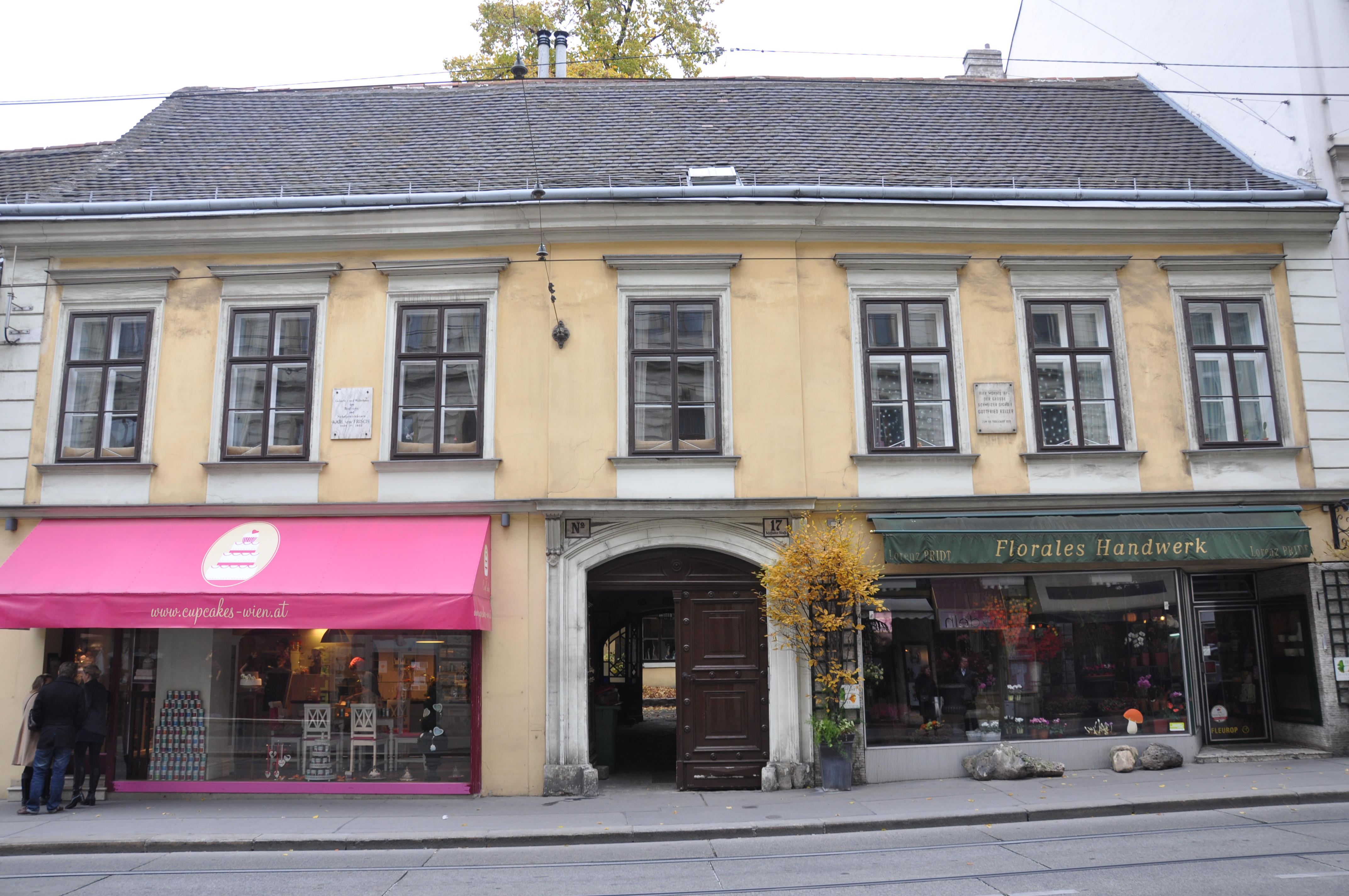
Nr. 17
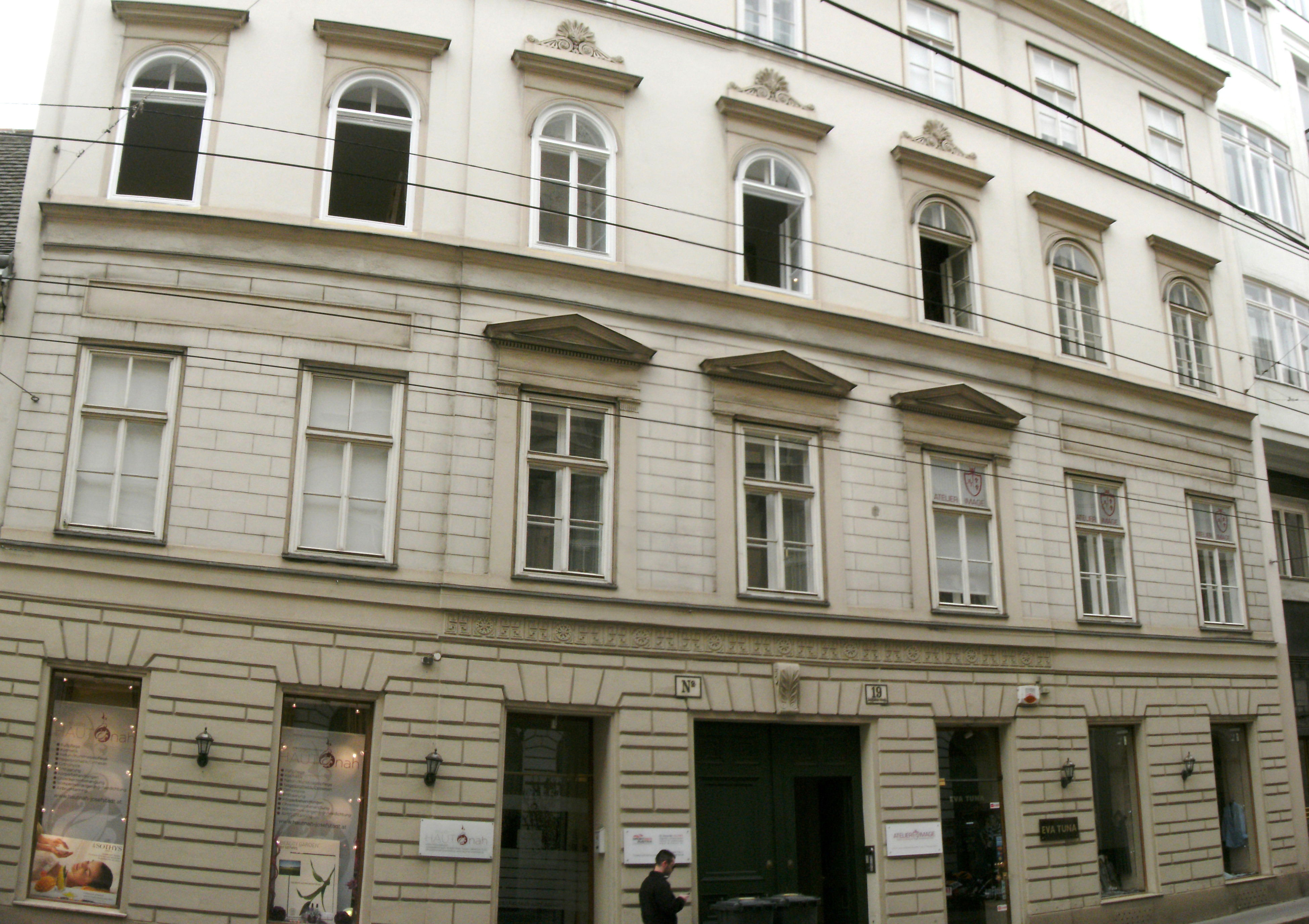
Nr. 19
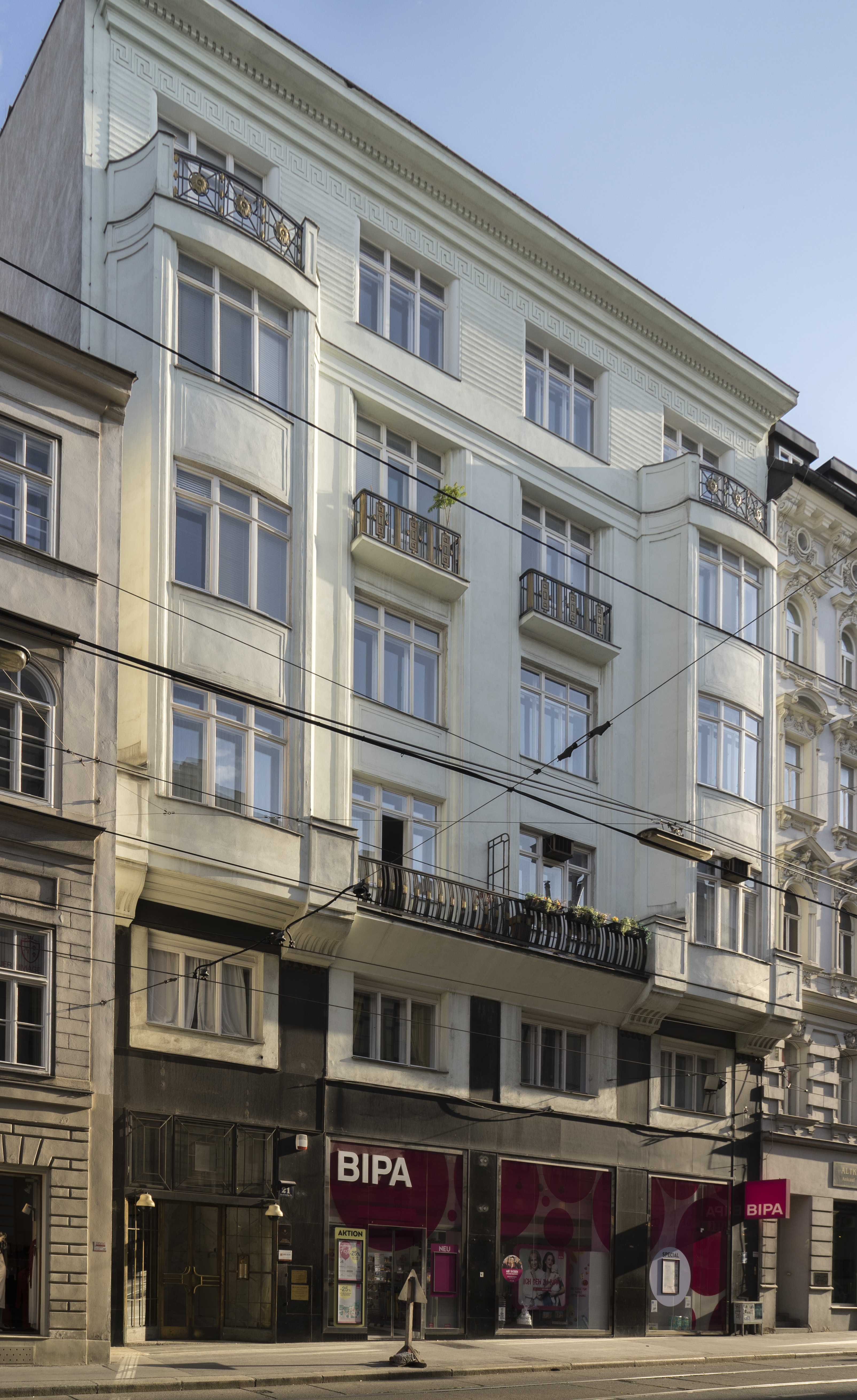
Nr. 21, secessionistisches Wohnhaus
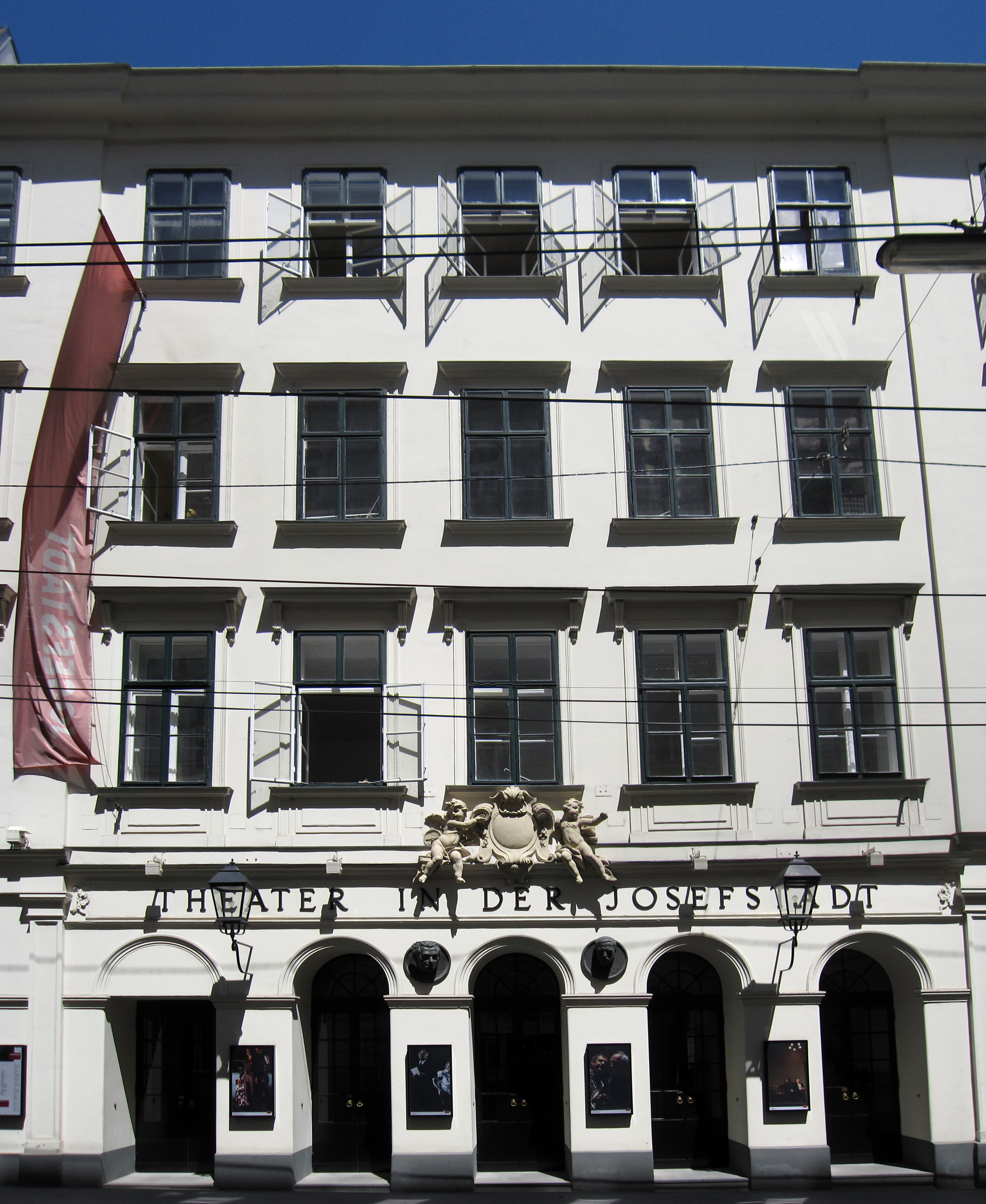
Nr. 24–26, Theater in der Josefstadt
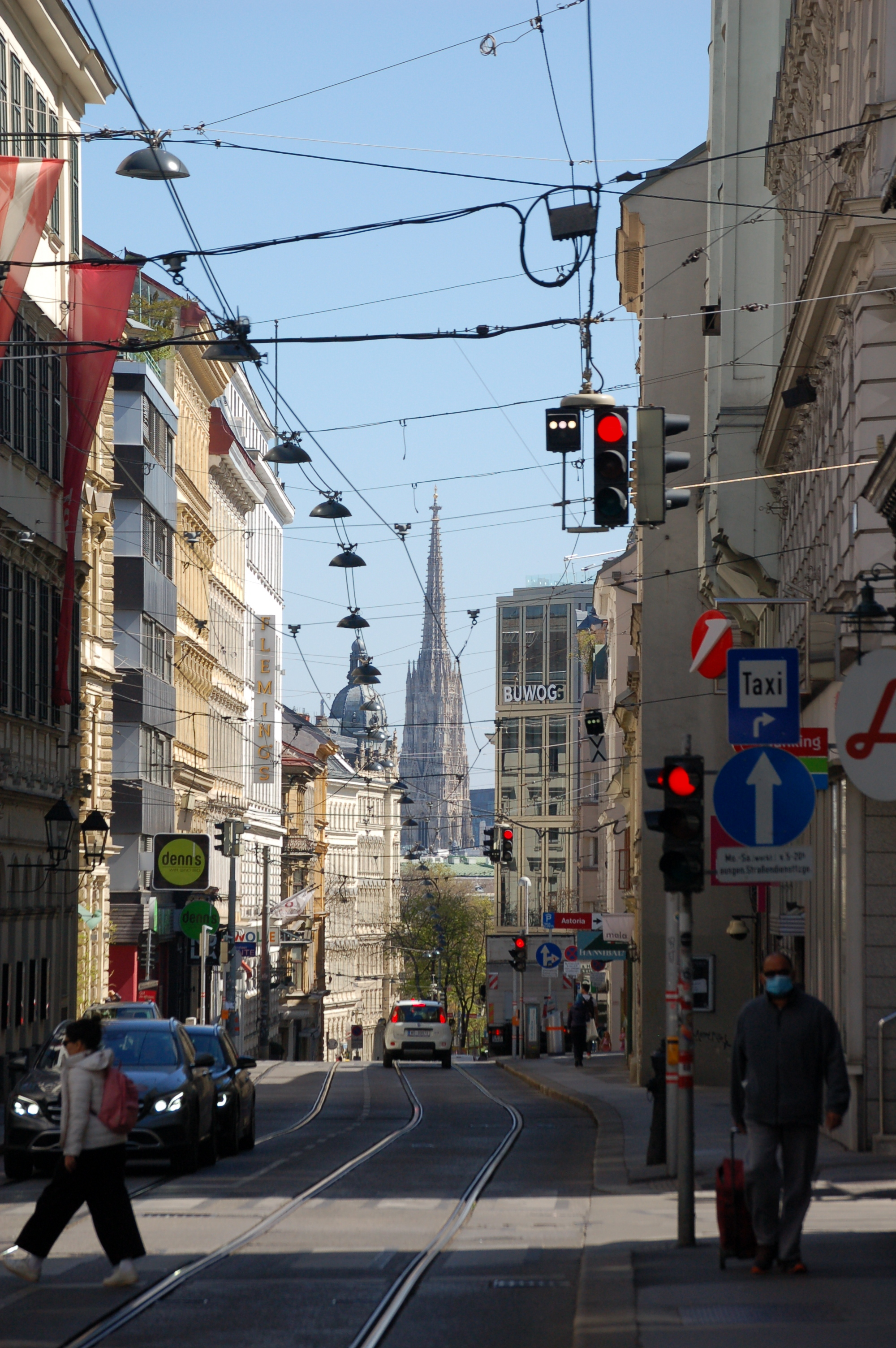
Bei der Piaristengasse, Sichtachse zum Stephansdom
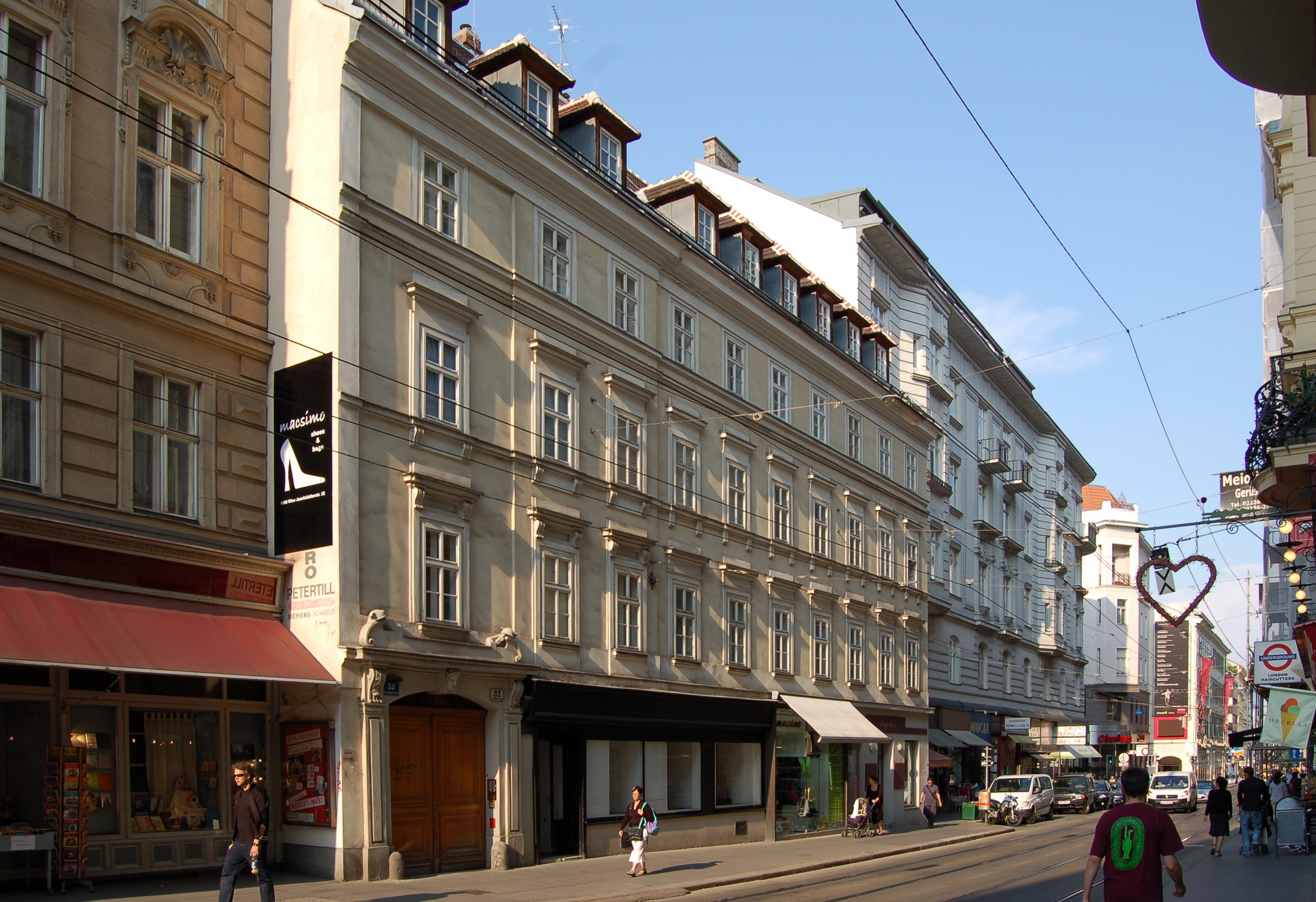
Nr. 32
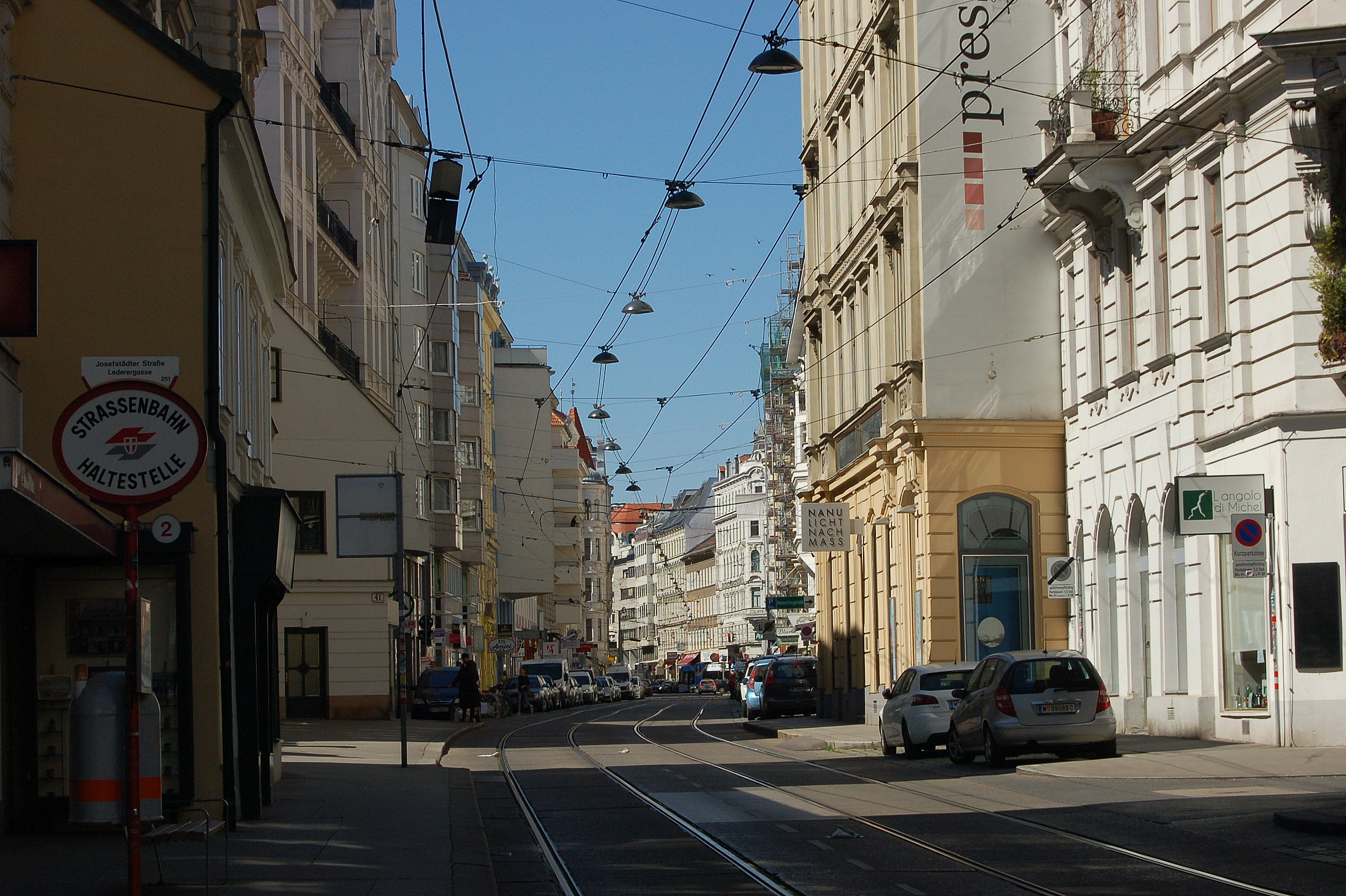
Blick von der Strozzigasse stadtauswärts
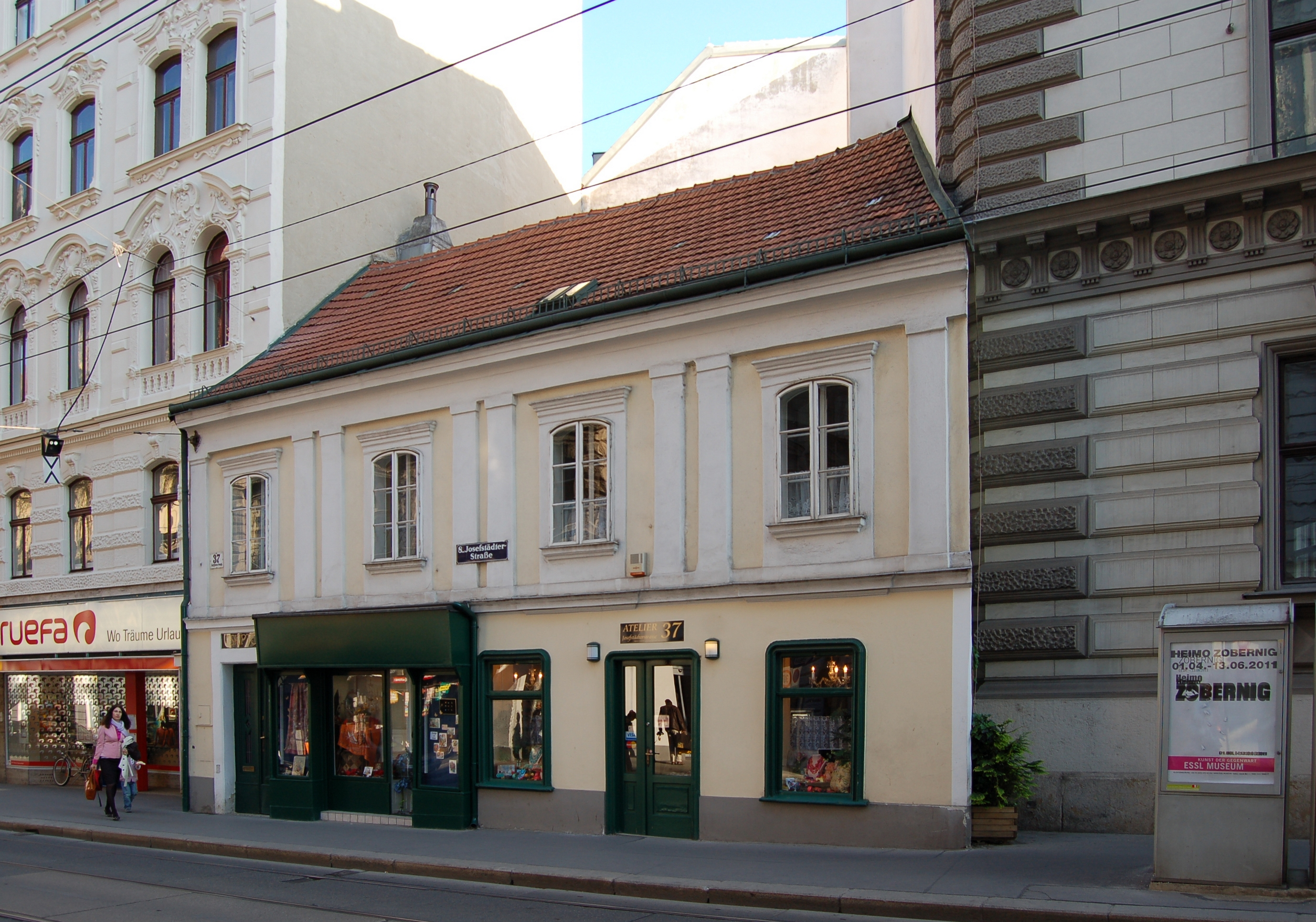
Nr. 37
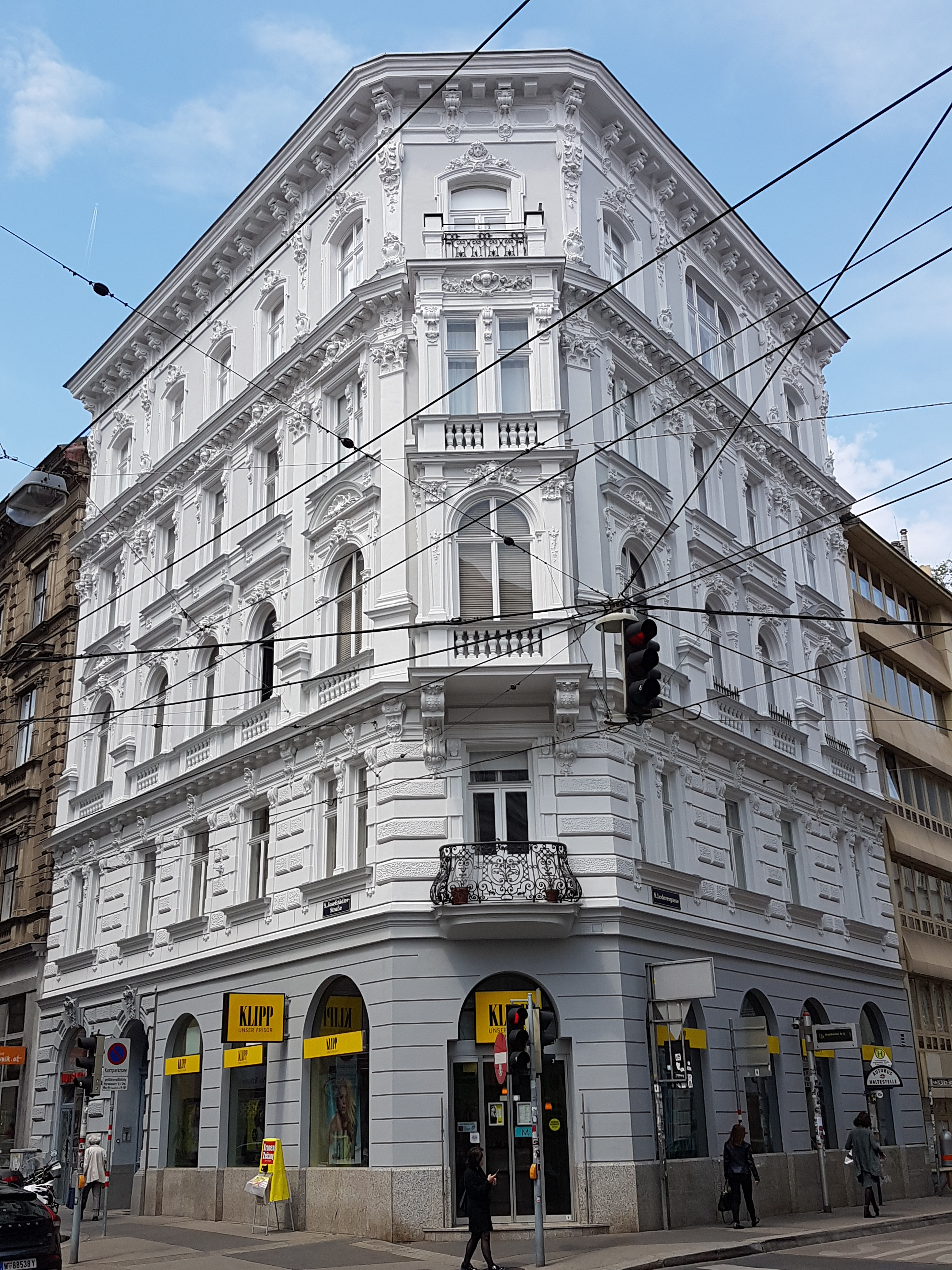
Nr. 38 (Ecke Lederergasse), späthistoristisches Wohnhaus
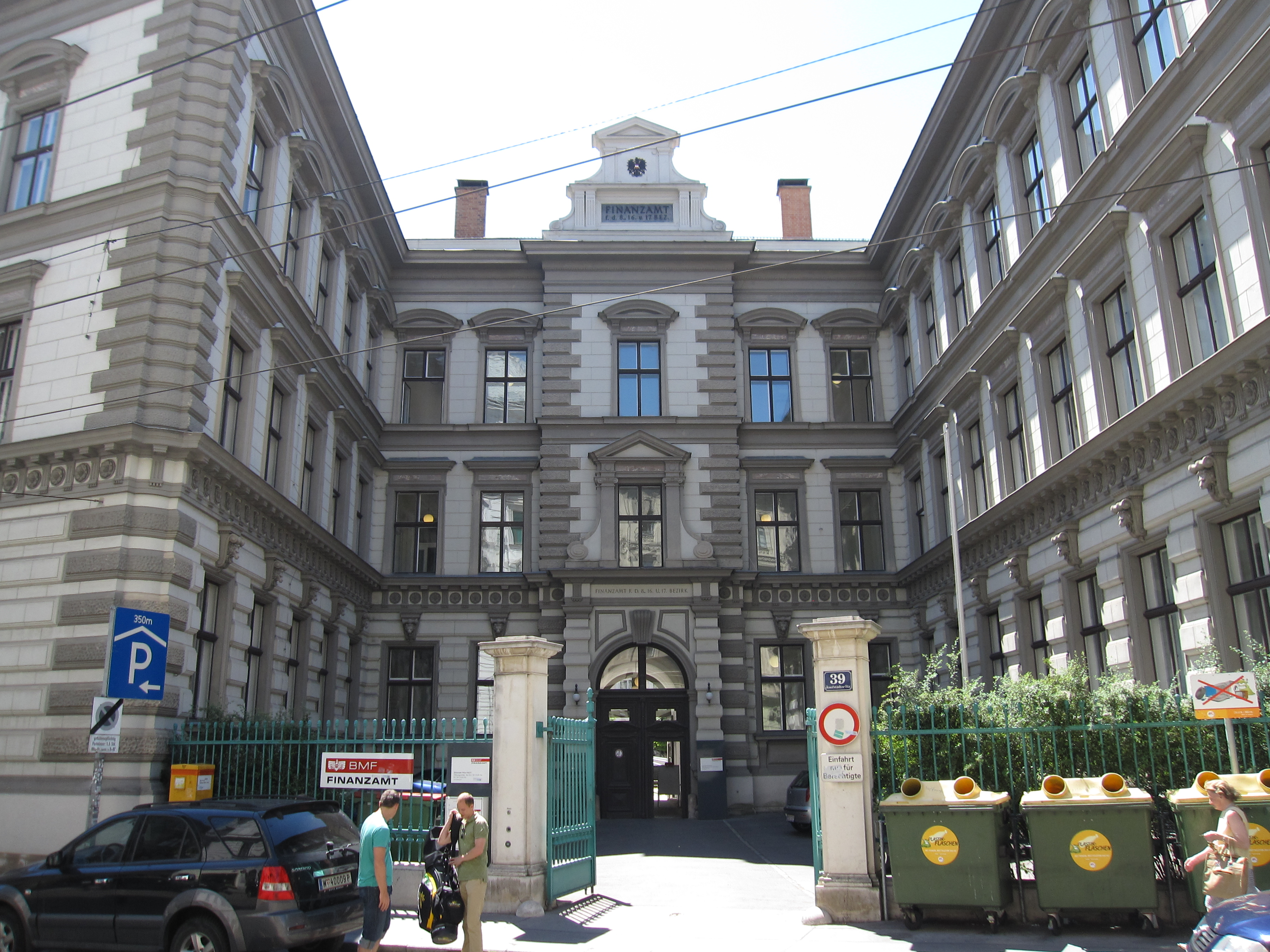
Nr. 39, Straßentrakt des Palais Strozzi
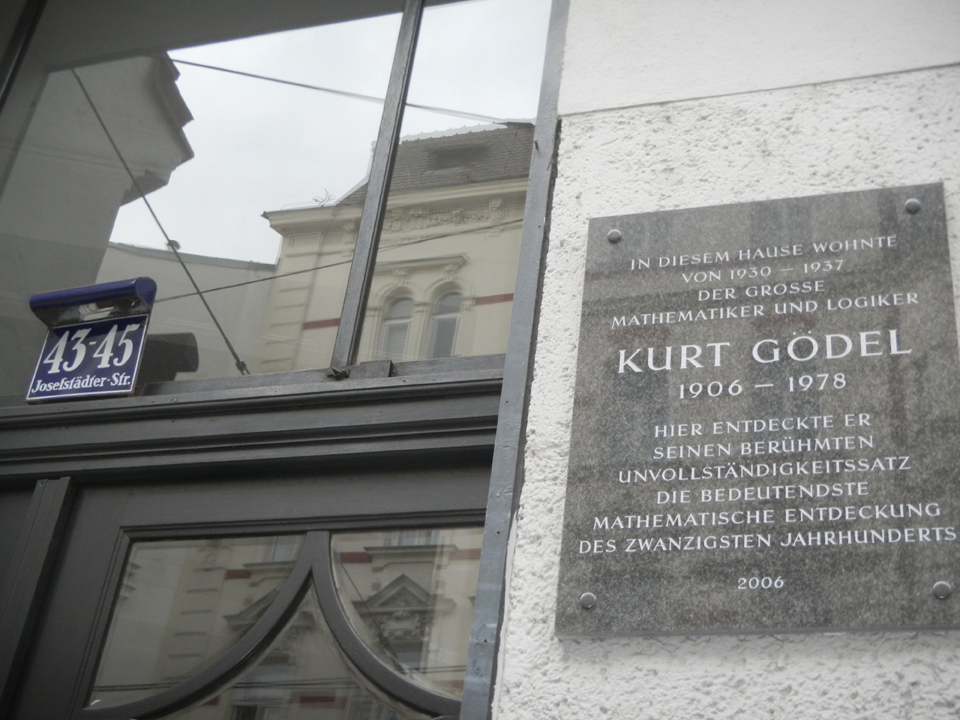
Nr. 43–45, Gödel entdeckte hier seinen Unvollständigkeits-Satz
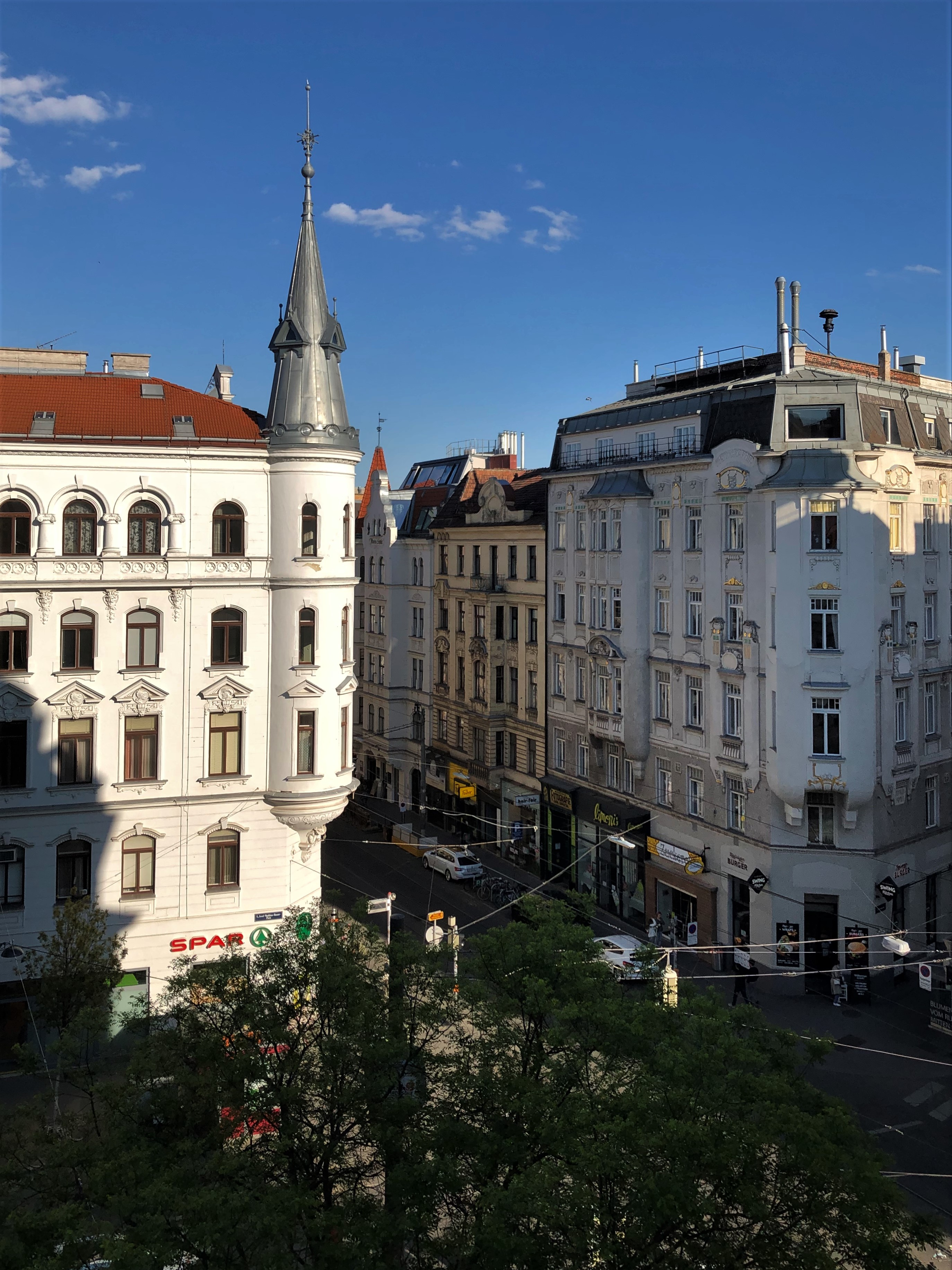
Bei der Albertgasse
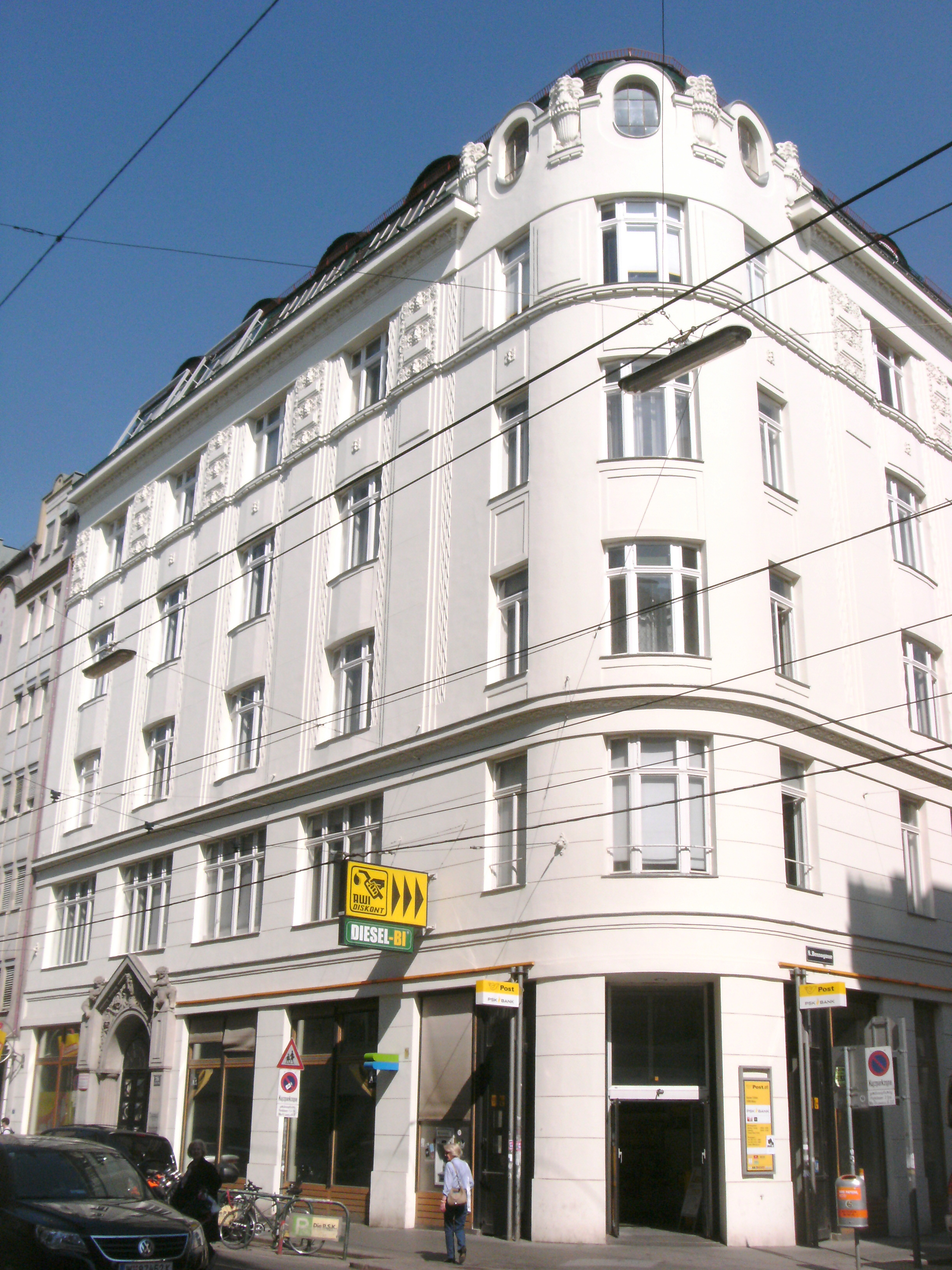
Nr. 76
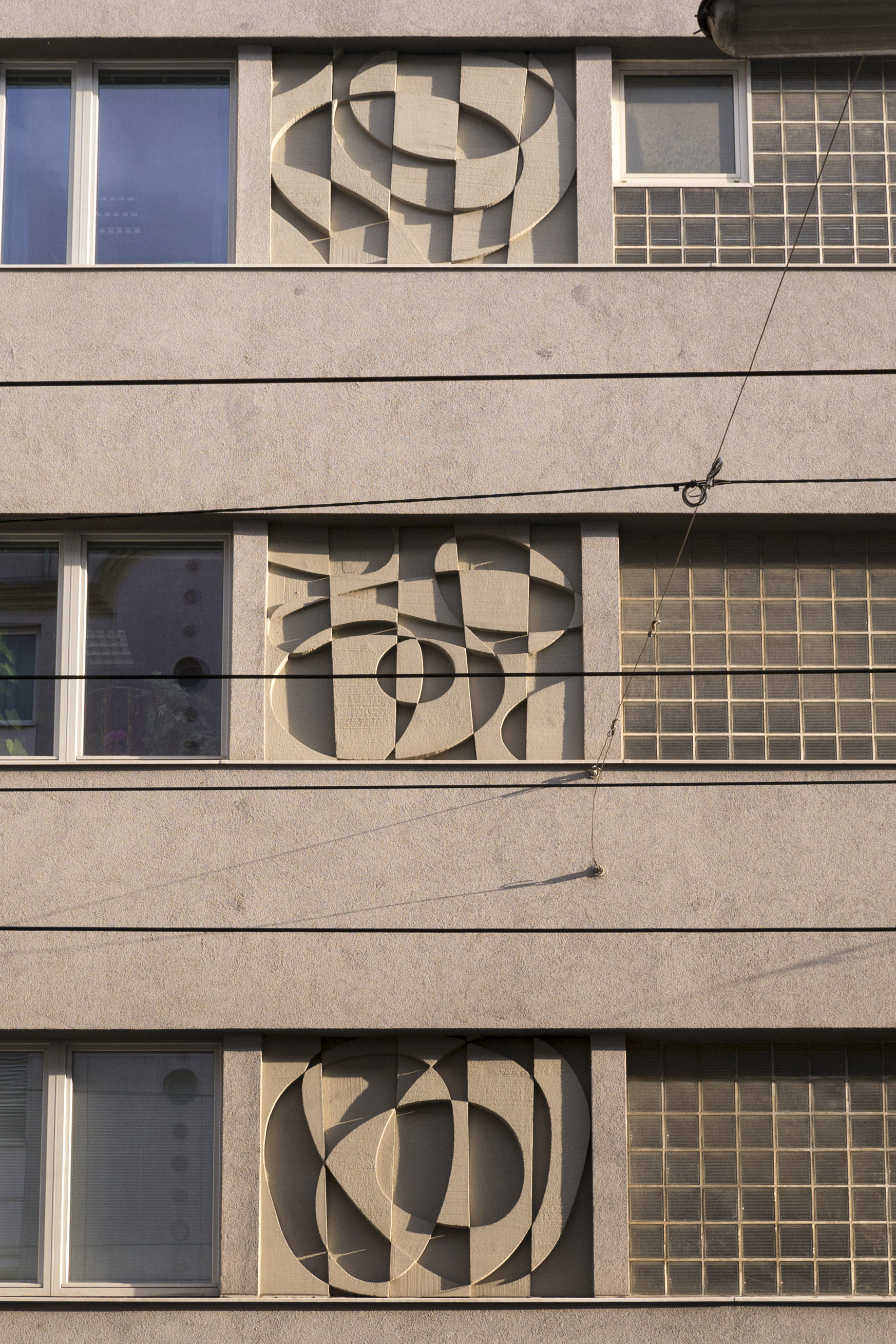
Nr. 93–97, Fassadenschmuck